# Badersen
Badersen ist ein Stadtteil der sächsischen Stadt Nossen im Landkreis Meißen. Im Jahr 1319 ersterwähnt, gehörte er von 1993 bis 2014 zu Leuben-Schleinitz, wurde aber bereits 1935 nach Pröda eingemeindet. Seit 2014 gehört es der Stadt Nossen an.

## Geographie

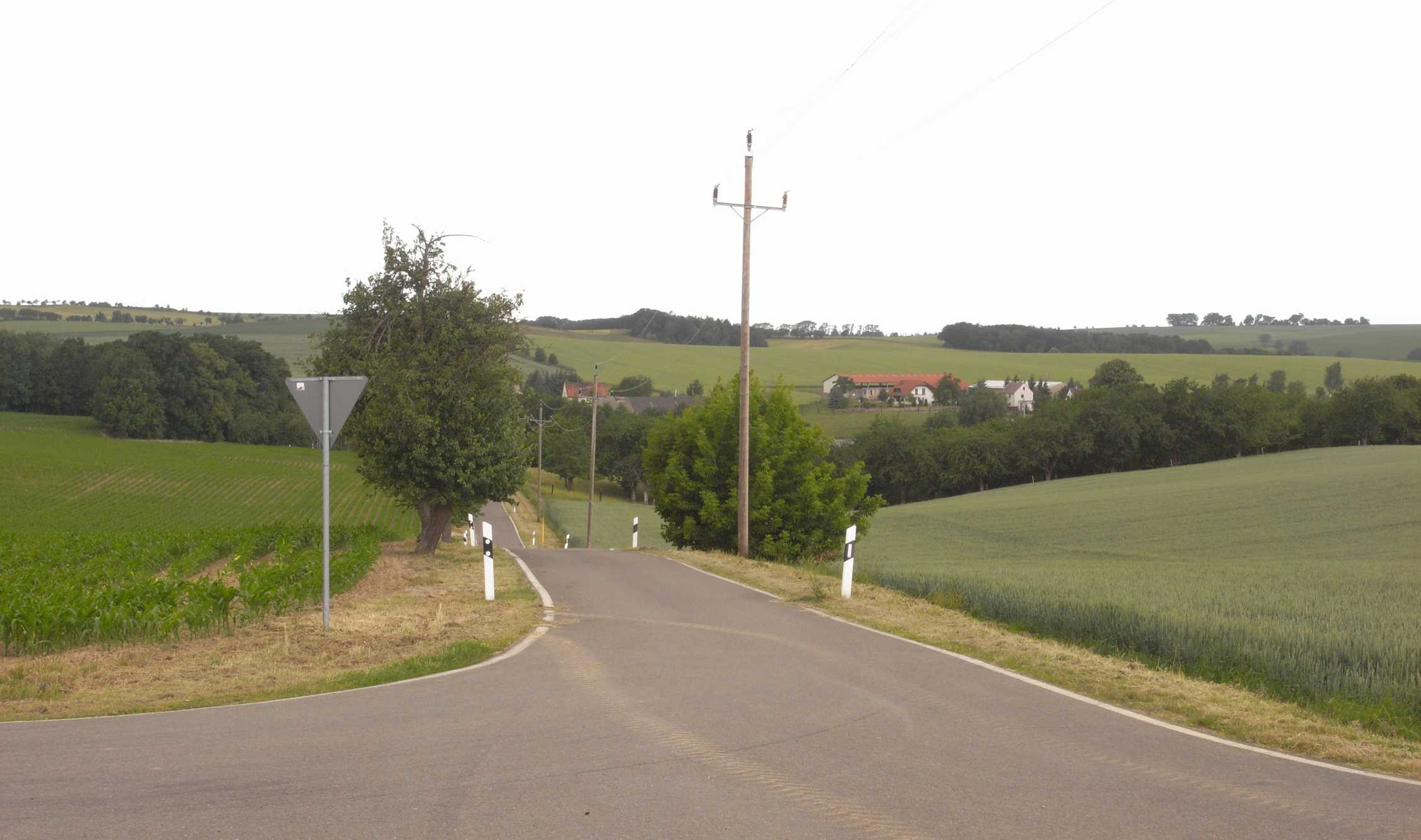
Blick von Osten auf Badersen

Badersen befindet sich etwa zwölf Kilometer westlich der Kreisstadt Meißen und sechs Kilometer südwestlich von Lommatzsch am Westrand des Landkreises. Der Ort liegt auf rund 200 m ü. NN in der Lommatzscher Pflege, umgeben von Ackerflächen am Westhang eines kleinen Tals. Südlich und westlich an Badersen vorbei verläuft der Markritzer Bach, der zwischen Markritz und Lüttewitz entspringt und bei Lossen in das Dreißiger Wasser mündet. Nördlich von Perba mündet dieser Bach in den Ketzerbach, der bei Zehren (Gemeinde Diera-Zehren) in die Elbe entwässert.
Badersen ist an die östlich des Ortes vorbeiführende Kreisstraße 8078 von Markritz nach Perba angebunden. Verbindungen über befestigte Straßen bestehen ausgehend von der Ortsmitte auch in die Nachbarorte Gödelitz und Lossen. Im Ort selbst existieren mehrere Bauernhöfe, darunter Dreitseit- und Vierseithöfe. Badersen bildet eine Gemarkung, die im Norden an Lossen grenzt. Im Nordosten ist Schleinitz benachbart, östlich von Badersen befindet sich die Gemarkung Pröda/Schl. Im Südosten ist Praterschütz benachbart, im Westen grenzt die Gemarkung Gödelitz an. Bis auf Gödelitz, das zur Stadt Döbeln im Landkreis Mittelsachsen gehört, sind alle umliegenden Orte wie Badersen Teile der Stadt Nossen.

## Geschichte
| Jahr    | Einwohner |
| ------- | --------- |
| 1834    | 084       |
| 1871    | 098       |
| 1890    | 106       |
| 1910    | 097       |
| 1925    | 094       |
| → Pröda |           |

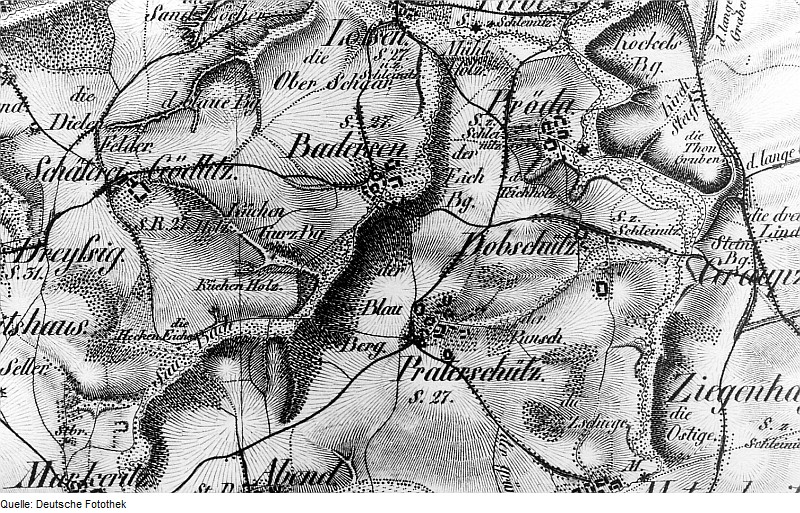
Badersen und Umgebung im Oberreit’schen Atlas, vor 1843

Badersen wird erstmals im Jahr 1319 als Posebrede erwähnt. Der Ortsname stammt aus dem Altsorbischen und bedeutet „Ort am Birkenhain“ oder „Ort am Ufer“. In das Jahr 1454 fällt die Erwähnung von Podebross, im Jahr 1552 wurde Padersenn überliefert. Eine andere Namensvariante stammt aus dem Jahr 1671, als Badershain erwähnt wird. Badersen und Baderschen sind 1814 überliefert.
In der Frühen Neuzeit wurde Badersen von Meißen aus verwaltet. So gehörte der Ort Ende des 17. Jahrhunderts bereits zum Erbamt Meißen, folgend dann in der Mitte des 19. Jahrhunderts zum Amt Meißen und ab 1856 zum Gerichtsamt Lommatzsch. Ab dem Jahr 1875 oblag die Verwaltung dann der Amtshauptmannschaft Meißen. Bevor Badersen 1838 durch die Sächsische Landgemeindeordnung Eigenständigkeit als Landgemeinde erhielt, war der Ort durch das Lehnswesen geprägt. Das Rittergut Hof übte 1552 die Grundherrschaft über 6 besessene Mann und 20 Inwohner aus. Ende des 17. Jahrhunderts waren die Herren zu Graupzig Grundherren. Nach dem Ende des Siebenjährigen Krieges (1756–1763) hatte das Rittergut Gödelitz die Grundherrschaft über 5 besessene Mann und 7 Häusler inne, die 12 Hufen Land bewirtschafteten.
Im Jahr 1900 erstreckte sich um den Bauernweiler Badersen eine 149 Hektar große Block- und Streifenflur, die fast ausschließlich landwirtschaftlich genutzt wurde, da die Bewohner des Dorfes vornehmlich Bauern waren. Lebten 1834 noch 84 Menschen in Badersen, waren es 1890 bereits 106. Anschließend ging die Bevölkerungszahl wieder leicht zurück, 1925 lebten 94 Menschen in Badersen, die alle der evangelisch-lutherischen Kirchgemeinde in Leuben angehörten. Schon im 16. Jahrhundert war der Ort in die dortige Kirche gepfarrt. Heute zählt Badersen mit den umliegenden Dörfern zur Kirchgemeinde Leuben-Ziegenhain-Planitz.
Am 1. November 1935 endete die 1838 erlangte kommunale Eigenständigkeit Badersens wieder, der Ort wurde in den Nachbarort Pröda eingemeindet, der eigentlich kleiner als Badersen war. Am selben Datum wurden auch Dobschütz und Praterschütz Teil Prödas. Zusammen kamen diese Orte nach dem Zweiten Weltkrieg in die Sowjetische Besatzungszone und später zur DDR. Am 1. Juli 1950 erfolgte die Eingliederung der Gemeinde Pröda mit ihren Ortsteilen nach Schleinitz. Die historisch gewachsene Zugehörigkeit zu Meißen blieb auch nach der Gebietsreform 1952 erhalten, die Schleinitz mit seinen Ortsteilen dem Kreis Meißen im Bezirk Dresden zuordnete. Das bäuerliche Leben in Badersen war nun nach der Landwirtschaft in der DDR ausgerichtet.
Nach der Deutschen Wiedervereinigung kam Badersen zum wiedergegründeten Freistaat Sachsen. Da die Gemeinde Schleinitz mit ihren etwas mehr als 700 Einwohnern zu klein war, um weiterhin eigenständig bleiben zu können, schloss sie sich mit Wirkung zum 1. Januar 1993 mit Leuben und seinen Ortsteilen zu Leuben-Schleinitz zusammen. Die folgenden Gebietsreformen in Sachsen ordneten Leuben-Schleinitz 1996 dem Landkreis Meißen-Radebeul und 2008 dem Landkreis Meißen zu. Mit der Eingliederung von Leuben-Schleinitz in die Stadt Nossen zum 1. Januar 2014 wurde Badersen ein Ortsteil dieser Stadt.